# Le Moniteur de Seine-et-Marne
 (juin 2016).
Le Moniteur de Seine-et-Marne est un journal économique et juridique du département 77 habilité pour la publication des annonces légales, juridiques et administratives. Chaque semaine, la rédaction convie ses lecteurs à des rendez-vous avec les acteurs du monde économique du 77 : des interviews, des portraits, des analyses... Une exigence de qualité, des informations utiles, des clés de compréhension et de langage ! Et un objectif clair : fournir un tour d'horizon large de l'économie, de l'entrepreneuriat, de l'innovation, de l'actualité des institutions, de la culture et des loisirs de la Seine-et-Marne.

## Parution
Le Moniteur de Seine-et-Marne paraît le samedi, il est diffusé sur abonnement mais est également disponible chez certains dépositaires de presse du département ou directement à l’adresse de son bureau (15 place de la Porte-de-Paris à Melun). Un dispositif d’achat au numéro depuis le site Internet a été récemment développé (www.lemoniteur77.com).

## Historique
Le Moniteur de Seine-et-Marne, qui a fêté en 2010 son centième anniversaire, a connu bien des changements durant ce siècle : format, adresse (d’abord à Moret-sur-Loing, 5 place du Pont, puis à Melun 6 rue Carnot et actuellement 15 place de la Porte-de-Paris), jour de parution (mardi, puis mercredi, avant l’adoption du samedi en 1950).
Le premier numéro du journal, titré Les Petites Affiches de Seine-et-Marne, date du 9 novembre 1910. Une vingtaine de numéros étaient déjà parus entre août et octobre 1910. Simple feuille publicitaire, il devient alors un Journal officiel d’annonces judiciaires et légales et d’annonces diverses.
La Première Guerre mondiale interrompt sa parution du 30 juillet 1914 au 9 février 1922. Le premier grand changement intervient le 20 avril 1936, avec une nouvelle maquette et un nouveau titre : Les Affiches départementales de Seine-et-Marne. Le journal est alors rattaché à la Société des Éditions de Presse Affiches Parisiennes, groupe spécialisé dans les annonces judiciaires et légales.
La Deuxième Guerre mondiale suspend également sa parution, entre octobre 1939 et septembre 1940. Nouveau changement majeur le 1er décembre 1942, avec une nouvelle maquette et un nouveau titre : L’Informateur juridique de Seine-et-Marne. Quelques mois plus tard, le journal est contraint de changer de nom en raison d’une trop grande similitude avec un autre journal d’annonces légales du département, et devient alors Le Moniteur juridique de Seine-et-Marne. Un dernier changement de titre intervient le 1er décembre 1951, pour aboutir au titre actuel : Le Moniteur de Seine-et-Marne. Le 1er mars 2005, le journal met en ligne son site Internet.
Le 18 mars 2017, Le Moniteur de Seine-et-Marne est complètement relooké avec un nouveau contenu rédactionnel à dominante économique et juridique enrichi d’une nouvelle maquette dynamisée, colorée et densifiée. Le Moniteur de Seine-et-Marne propose une information complète sur la vie économique du département, à destination de ses fidèles lecteurs.